# 十八番
十八番（おはこ）とは、もっとも得意な芸や技のこと。転じて、その人がよくやる動作やよく口にすることば。その人のくせ。数字は常に漢数字表記にするのが正しく、アラビア数字表記は誤り。

## 語源
語源には複数の説があるが、それぞれが相互に関係している。
1. 歌舞伎で、初代團十郎・二代目團十郎・四代目團十郎がそれぞれ得意としていた荒事の演目18種を七代目市川團十郎が選んで「歌舞伎十八番」と呼んだ。ここから、得意とする芸という意味で広く用いられるようになった[2]。なぜ18という数になったのかについては、歌舞伎界では特別の演目を十八番とよんでいた説、「十八界」「十八般」のごとき総称・代表の意による説、荒事の主人公の年齢との関係の説など、複数の説があるが、どの説が正しいのかは明らかではない。選ばれた18種は、『勧進帳』、『不破』、『鳴神』、『暫』、『不動』、『嫐』、『象引』、『助六』、『押戻』、『外郎売』、『矢の根』、『関羽』、『景清』、『七つ面』、『毛抜』、『解脱』、『蛇柳』、『鎌髭』である[3]。
2. 阿弥陀如来が仏になる修行をしている時に立てられた48種類の誓い（弥陀の四十八願）の18番目が「念仏をする人達を必ず救済する」というものであり、これ（生けとし生けるもの全てを救う）が他の諸仏の立てられた誓いより突出していることから、十八番が得意なものの代名詞となった[4]。
3. 武士が身に着けるべき武芸の種類（刀、弓、組みなど）が、全部で18（武芸十八般）ある事から来ている。この場合は「とっておきのひとつ」ではなく、18種類全てに優れた「多才」の意味も含まれる。こちらは別に「武芸百般」とも呼ばれる。
4. 江戸時代では、高価な書画や茶器などを丁重に箱に入れて、「真作である」ことを示す鑑定者の署名である「箱書き」を添えた。ここから、「本物の芸であると認定された」という意味で、「おはこ」と言うようになった。

なお、十八番と書いて「おはこ」と読ませた初出は、柳亭種彦が文化12年（1815年）から天保2年（1831年）にかけて書いた『正本製』（しょうほんじたて）。また七代目團十郎が歌舞伎十八番を初めて公表したのは天保3年（1832年）のことで、この頃から広まった流行表現だったことが分かる。